# Eustathes semiusta
Eustathes semiusta là một loài bọ cánh cứng trong họ Cerambycidae.